# Comté de Wiluna
Le Comté de Wiluna est une zone d'administration locale dans le centre de l'Australie-Occidentale en Australie. 
Le 1er janvier 1993, le comté a été amputé de sa moitié est qui est devenu le comté de Ngaanyatjarraku, un comté aborigène.
Le centre administratif du comté, Wiluna, abrite la plus grande partie de la population.
Le comté a 7 conseillers locaux sans découpage en circonscriptions.